# Centralnoluzonski jezici
Centralnoluzonski jezici, jedna od glavnih skupina filipinskih jezika koji se govore u središnjem dijelu velikog filipinskog otoka Luzon. Sastoji se od tri osnovne podskupine:
a. Pampangan (1): pampangan [pam]
b. Sambalski (8): ayta, abellen ili abenlen [abp], ayta, ambala [abc], ayta, bataan [ayt], ayta, mag-anchi [sgb], ayta, mag-indi [blx], bolinao [smk], sambal, botolan [sbl], sambal, tinà [xsb]
c. Sinauna (1): sinauna ili remontado agta [agv]

## Vanjske poveznice
- Ethnologue (14th)
- Ethnologue (15th)